# Rams et Cougars de Regina
Les Rams et les Cougars de Regina sont les équipes sportives universitaires représentant l'Université de Regina, située à Regina, Saskatchewan, Canada. Seulement l'équipe du football canadien porte le nom «Rams». Toutes les autres équipes portent le nom «Cougars».

## Équipes universitaires[2]
- Athlétisme (M/F)
- Basket-ball (M/F)
- Cross-country (M/F)
- Football (F)
- Football canadien (M)
- Hockey sur glace (M/F)
- Volley-ball (M/F)
- Lutte (M/F)

## Rivalité

### Contre l'Université de Regina
Il existe une rivalité entre les Rams/Cougars et les Huskies de l'Université de la Saskatchewan car les deux universités se situent à la même province de la Saskatchewan,.